# Sénarens
Sénarens är en kommun i departementet Haute-Garonne i regionen Occitanien i södra Frankrike. Kommunen ligger i kantonen Le Fousseret som tillhör arrondissementet Muret. År 2022 hade Sénarens 118 invånare.

## Befolkningsutveckling
Antalet invånare i kommunen Sénarens
Referens:INSEE